# Antigonish—Guysborough
Pour les articles homonymes, voir Antigonish et Guysborough (homonymie).
Antigonish—Guysborough fut une circonscription électorale fédérale de Nouvelle-Écosse. La circonscription fut représentée de 1917 à 1968.
La circonscription a été créée d'abord en 1914 avec l'union des circonscriptions d'Antigonish et de Guysborough. Abolie en 1966, elle fut redistribuée parmi Cape Breton Highlands—Canso et Nova-Centre.

## Géographie
En 1914, la circonscription de Antigonish—Guysborough comprenait:
- Le comté d'Antigonish
- Le comté de Guysborough

## Députés
1. 1917-1921 — John Howard Sinclair, Libéral
2. 1921-1925 — Colin Francis McIsaac, Libéral
3. 1925-1926 — Edward Mortimer MacDonald, Libéral
4. 1926-1927 — John C. Douglas, Conservateur
5. 1927¹-1936 — William Duff, Libéral
6. 1936¹-1958 — James Ralph Kirk, Libéral
7. 1958-1962 — Clement O'Leary, Progressiste-conservateur
8. 1962-1968 — John B. Stewart, Libéral

- ¹ = Élections partielles